# Arrête ton cinéma!
Arrête ton cinéma! is een Franse komische film uit 2016 van Diane Kurys. Het is een verfilming van de roman C'est le métier qui rentre van Sylvie Testud, die tevens de hoofdrol vertolkt in de film.

## Verhaal
Sybille heeft naam gemaakt als actrice en staat op het punt om haar eerste eigen film te maken, waarbij ze rekent op haar twee producenten Brigitte en Ingrid. Na de vreemde keuze van actrices, enkele herschrijvingen aan het scenario en financiële tegenslag verandert de droom al snel in een nachtmerrie.

## Rolverdeling
| Acteur                   | Personage        |
| ------------------------ | ---------------- |
| Sylvie Testud            | Sybille Teyssier |
| Josiane Balasko          | Brigitte         |
| Zabou Breitman           | Ingrid           |
| Fred Testot              | Adrien           |
| François-Xavier Demaison | Jack             |
| Claire Keim              | Julie Dumas      |
| Hélène de Fougerolles    | Marion           |
| Virginie Hocq            | Annabelle        |
| Florence Thomassin       | Chacha           |